# Halle Tony Garnier
Halle Tony Garnier é uma arena multiuso localizado em Lyon, na França. Sua capacidade total é para, aproximadamente, de 8,000 pessoas sentadas. Porém, para grandes eventos, sua capacidade de abrigar espectadores pode chegar até 16 500 pessoas - Sendo o terceiro maior local para eventos da França, atrás apenas do Palais Omnisports de Paris-Bercy, em Paris, e uma nova arena na cidade de Montpellier;

## Shows
Entre outros, foi o palco dos seguintes espetáculos:
- Spice Girls (1998)
- Beyoncé (2007)
- Nightwish (2008)
- Lady Gaga (2010)
- Guns N' Roses (2012)
- Metallica (2010)
- Green Day (2005)
- Sean Paul (2006)
- Britney Spears (2004)
- Muse (2003/2006/2009)
- Coldplay (2008)
- Alicia Keys (2008)
- Justin Timberlake (2007)
- Violetta Live (2015)
- Katy Perry (2015)
- Ariana Grande 2017